# La Lagunilla, Huejotzingo
La Lagunilla är en ort i Mexiko.   Den ligger i kommunen Huejotzingo och delstaten Puebla, i den sydöstra delen av landet, 80 km öster om huvudstaden Mexico City. La Lagunilla ligger 2 233 meter över havet och antalet invånare är 178.
Terrängen runt La Lagunilla är platt åt nordost, men åt sydväst är den kuperad. Terrängen runt La Lagunilla sluttar österut. Runt La Lagunilla är det ganska tätbefolkat, med 108 invånare per kvadratkilometer. Närmaste större samhälle är Cholula, 16,8 km sydost om La Lagunilla. Omgivningarna runt La Lagunilla är en mosaik av jordbruksmark och naturlig växtlighet.